# Bombina bombina
El sapo de vientre de fuego europeo (Bombina bombina) es una especie de anuro de la familia Bombinatoridae nativo de Europa continental y el oeste de Asia.

## Características
Estos sapos son ligeramente tóxicos para los humanos. Cuando cambian su piel, se hinchan y hacen un sonido parecido a la tos humana, hasta que rompen la piel antigua con su boca, y se la comen a continuación, revelando la piel nueva y brillante.
Tienen un color verde lima en la parte dorsal con manchas negras, y de naranja a rojo brillante en el vientre con barras negras. Los ojos tienen una posición dorsal y pies palmeados, característicos de su modo de vida semiacuático. Se confunde fácilmente con la especie cercana Bombina orientalis. Es la especie de mayor tamaño de su familia.

## Distribución
Esta especie se encuentra desde Europa central a los Urales y el Cáucaso : 
Dinamarca, Alemania, Chequia, Austria, Eslovaquia, Croacia,  Bosnia-Herzegovina,  Serbia,  Grecia, Turquía,  Bulgaria, Rumania, Hungría, Eslovenia, Polonia, Letonia, Lituania,  Bielorrusia,  Ucrania, Moldavia, suroeste de Rusia y el extremo oeste de Kazajistán.
Ha sido introducida en Suecia y Reino Unido.
Se puede encontrar desde el nivel del mar hasta los 700 m de altitud.

## Conservación
La tendencia de esta especie es la reducción poblacional, a pesar de ser muy abundante en la mayor parte de su distribución. Al norte y oeste del Danubio se beneficia del aumento de la irrigación para la agricultura en contra de la tendencia general de esta especie. 

## Publicación original
- Linnaeus, 1761 : Fauna suecica sistens animalia Sueciae regni: Mammalia, Aves, Amphibia, Pisces, Insecta, Vermes. Distributa per Classes & Ordines, Genera & Species, cum Differentiis Specierum, Synonymis Auctorum, Nominibus Incolarum, Locis Natalium Descriptionibus Insectorum. Stockholm, Laurentius Salvius.

## Galería

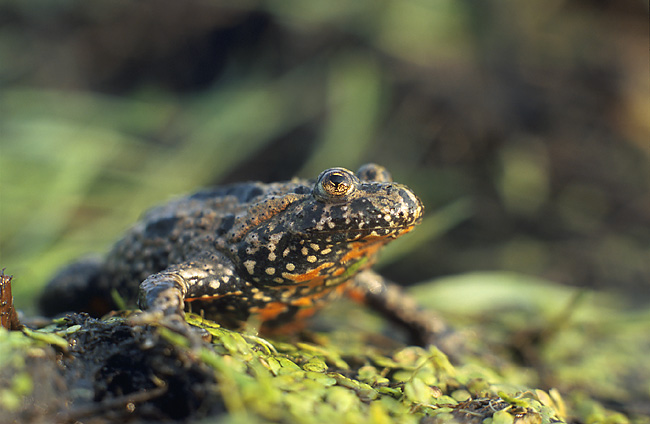
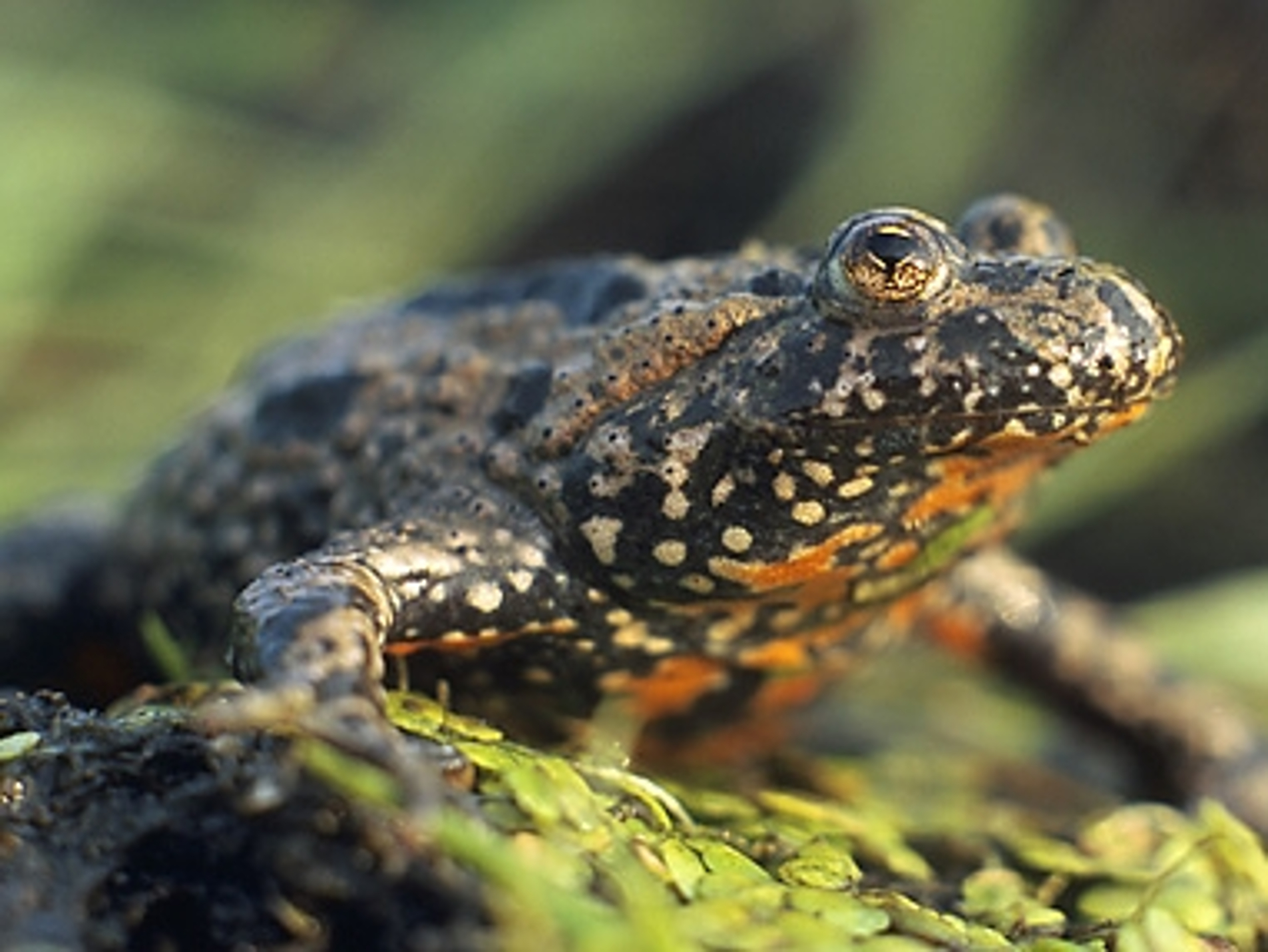
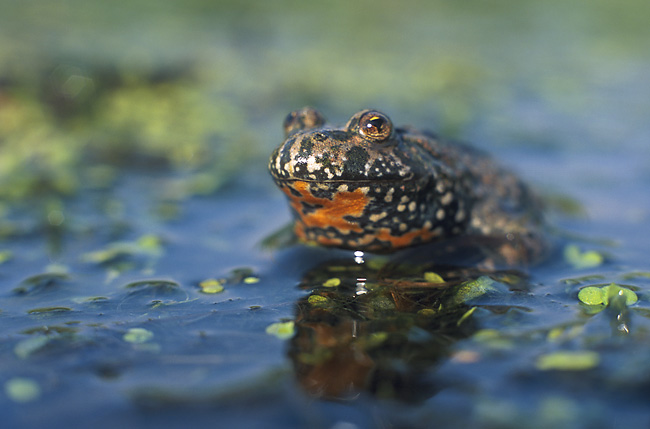
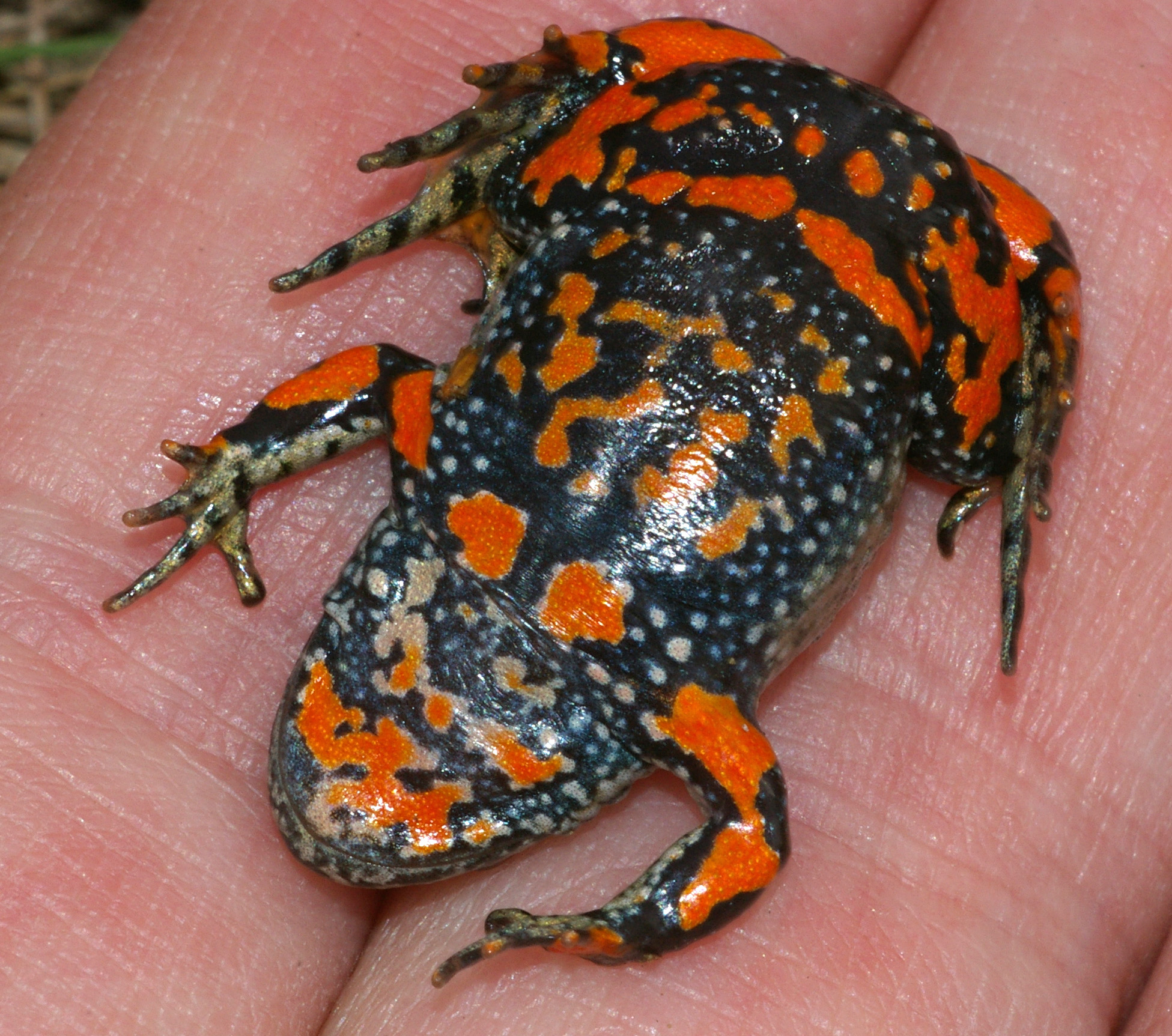
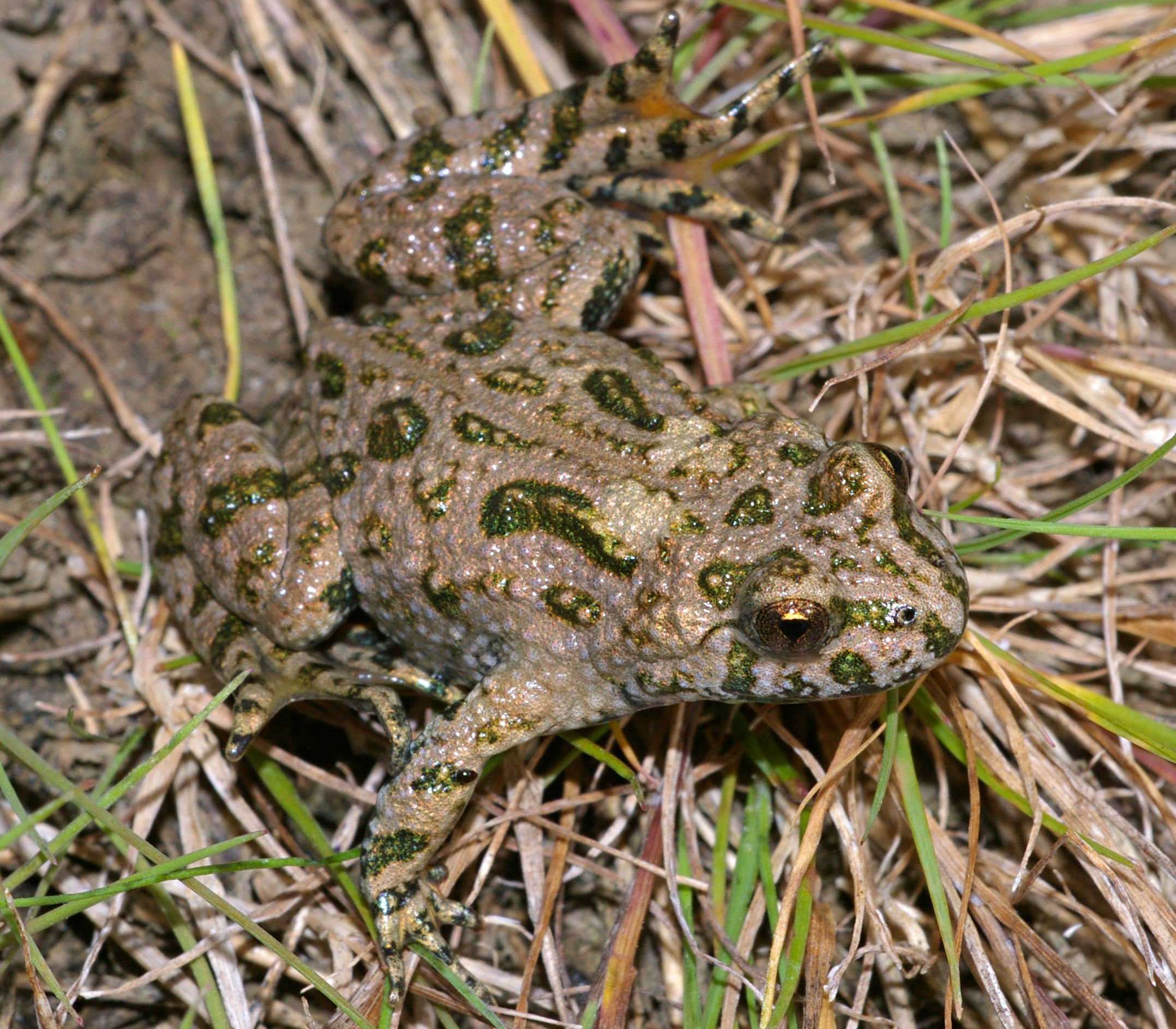
juvenil forma brillante
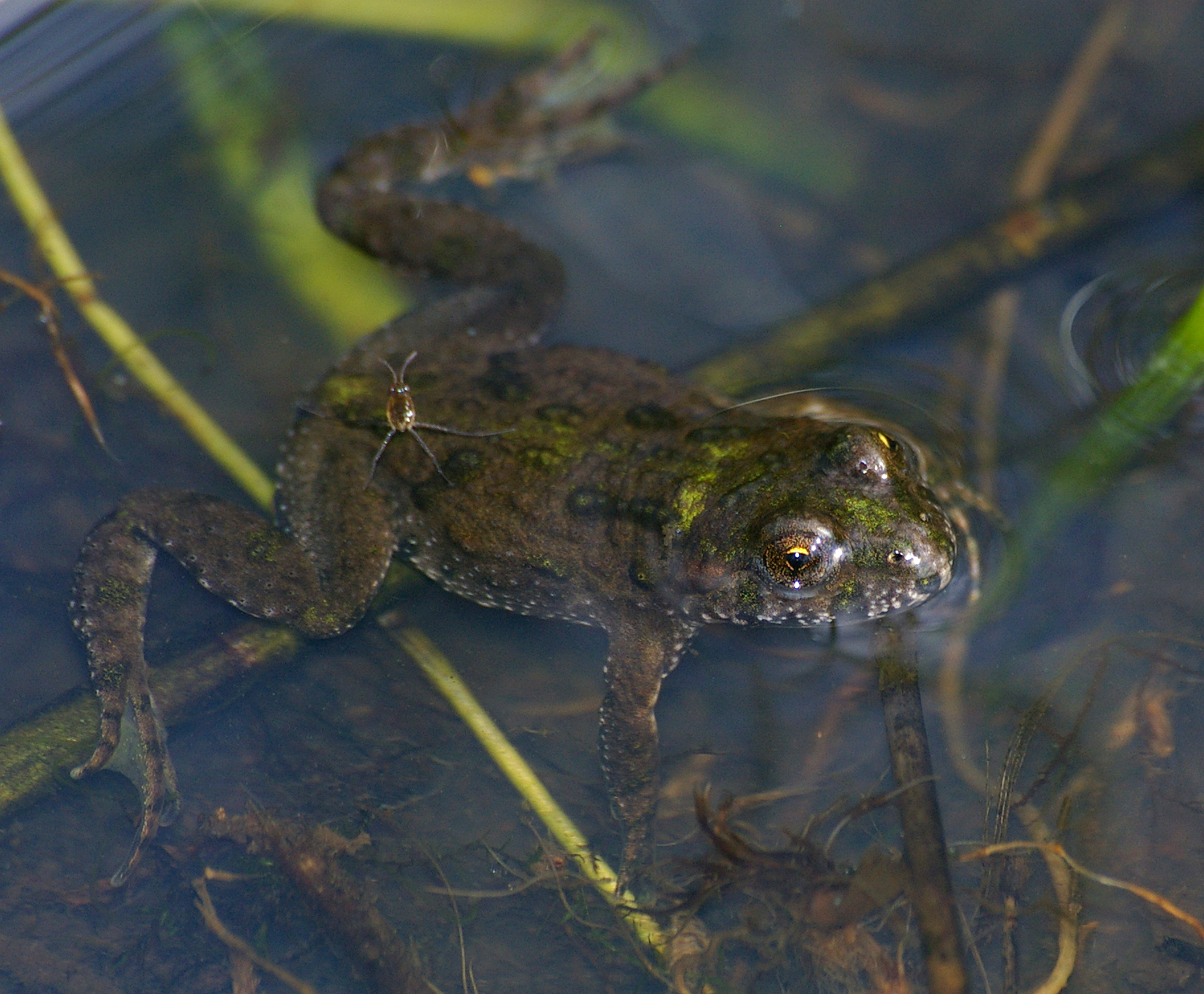
juvenil forma oscura